# Vlag van Tekax

Vlag van Tekax (ratio 4:7)

De vlag van Tekax, een stad in de Mexicaanse deelstaat Yucatán, bestaat uit een rood kader dat het vergoten bloed van de inwoners van Tekax symboliseert, de bruine kleur is de aarde en haar integratie in de staat Yucatán. In het midden staat een gouden ster met de naam van de stad Tekax in een cirkelvorm die de stad voorstelt en de vijfentwintig kleine sterren zijn de omliggende steden binnen de gemeente.
Toen de stad Tekax in 1823 een dorp werd, kreeg het een vlag, die werd gehesen op de ochtend van 28 oktober van hetzelfde jaar. In die tijd was Tekax een van de vijf samenstellende elementen van de districten Yucatán in het zuiden van de staat, in 1941 werd het opnieuw gepresenteerd aan de gemeenteraad van de partij.
De vlag van de gemeente Tekax werd in 2010 bevestigd.
De vlag heeft de hoogte-breedteverhouding van de vlag net als die van de Mexicaanse vlag 4:7 is.